# 동남유럽 요리

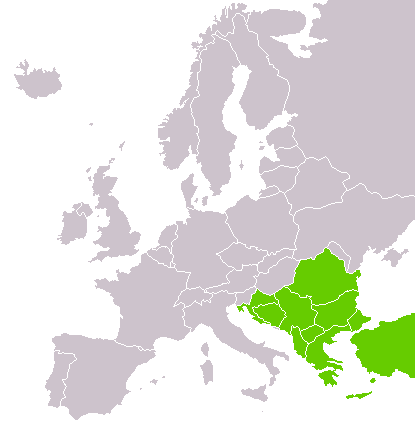
동남유럽

동남유럽 요리(東南Europe 料理)는 유럽 요리의 한 갈래로, 동남유럽 지역의 요리들을 포함한다.

## 분류
동남유럽 요리에 속하는 요리는 다음과 같다.
| - 루마니아 요리 - 몰도바 요리 - 북키프로스 요리 - 슬로베니아 요리 - 카자흐스탄 요리 - 키프로스 요리 - 트란스니스트리아 요리 | - 발칸 요리 - 그리스 요리 - 몬테네그로 요리 - 보스니아 헤르체고비나 요리 - 북마케도니아 요리 - 불가리아 요리 - 세르비아 요리 - 알바니아 요리 - 코소보 요리 - 크로아티아 요리 - 튀르키예 요리 | - 캅카스 요리 - 남오세티야 요리 - 아르메니아 요리 - 아르차흐 요리 - 아제르바이잔 요리 - 압하지야 요리 - 조지아 요리 |

## 같이 보기
- 남유럽 요리
- 동유럽 요리
- 서아시아 요리
- 슬라브 요리
- 중앙아시아 요리
- 지중해 요리